# ران گرینر
ران گرینر (انگلیسی: Ron Grainer؛ ۱۱ اوت ۱۹۲۲ – ۲۱ فوریهٔ ۱۹۸۱) آهنگساز و موسیقی‌دان اهل استرالیا بود.
از فیلم‌ها یا مجموعه‌های تلویزیونی که وی در آن‌ها نقش داشته‌است، می‌توان به ادوارد و خانم سیمپسون، داستان‌های باورنکردنی، دکتر هو، اُمگا مَن، شکلی از دوست داشتن، پیش از آمدن زمستان و هافمن اشاره نمود.